# Fairy Cube
Fairy Cube (妖精標本 フェアリー キューブ, Yousei Hyouhon – Feari Kyuubu) est un manga de Kaori Yuki.

## Informations générales
- Titre original : - 妖精標本
- Auteur : Kaori Yuki - 由貴香織里
- Éditeur japonais :
- Nombre de volumes : 3
- Éditeur français : Tonkam
- Nombre de volumes parus : 3 (serie terminée)
- Genre : shôjo, fantastique, suspense...

## Résumé
Contient quelques informations révélées au cours du premier tome
Ian Hasumi, 16 ans, a toujours pu voir les fées et autres créatures surnaturelles. Il est surnommé "Ian le mytho" car personne ne le croit lorsqu'il en parle, excepté son amie d'enfance, une jeune fille du nom de Line Ishinagi. Il peut également voir son double, "Tokagé", qui le hait, et répand le mal autour de lui.
Un jour, Tokagé parvient à assassiner Ian et à prendre son corps. Ian, réduit à l'état d'âme, obtient un nouveau corps, celui d'un jeune garçon, grâce à l'intervention d'un mystérieux individu nommé Kaito. Ian gagne aussi la compagnie et la puissance non contrôlée d'une fée, Ainsel.
Quel va être l'objectif de Tokagé, une fois le corps de Ian investi ? Et celui de Kaito, dont on ignore finalement le camp ? Ian va tenter de découvrir tout cela, tout en cherchant à récupérer son véritable corps, et à arracher des griffes de Tokagé son amie et amour, Line. Il va en même temps apprendre le secret de ses origines et de ses pouvoirs, et se trouver face à un complot de fées considérable.

## Personnages
- Ian Hasumi : Héros de l'histoire. Depuis toujours il peut voir les fées et autres créatures féeriques, ainsi que son double Tokagé. Un jour, ce dernier va le piéger et s'emparer de son corps. Empruntant alors le corps d'un jeune garçon nommé Eliah, Ian va revenir pour le poursuivre et récupérer ses biens.
- Line Ishinagi : Amie d'enfance de Ian, âgée de 15 ans, au fort caractère, et au tempérament bagarreur et volontaire. Elle peut voir les fées en présence de son ami, et lui a ouvert son cœur. Son père était l'éditeur du père de Ian, lorsque celui-ci écrivait encore.
- Tokagé : Double de Ian, le haïssant, il a les cheveux verts et les yeux rouges. Après avoir longtemps été à ses côtés à l'état d'âme invisible aux yeux des autres, il s'emparera du corps de celui-ci, et sèmera le mal dans son entourage. Son vrai nom est Izaiah (on le retrouve avec Lei Vun dans Psycho Knocker (à la fin du Tome 3))
- Kaito : Avec son œil droit camouflé derrière un cache-œil, c'est un homme bien mystérieux. Derrière son métier d'antiquaire, il recherche des corps capables de supporter les fées. Après avoir aidé Tokagé, il offrira à l'âme de Ian le corps du jeune garçon Eliah.
- Ainsel : Fée, amoureuse de Kaito, qui l'a sauvée. Malgré sa frêle apparence, elle possède un pouvoir puissant, mais qu'elle ne contrôle pas. Bien qu'elle déteste les humains, elle se propose pour devenir la partenaire de Ian, impressionnée par sa détermination.
- Mr Hasumi : Père de Ian. Anciennement écrivain célèbre, aujourd'hui prof de lettres.
- Kuréha : Mère de Ian, disparue lorsque celui-ci était encore bébé. D'après le père de Ian, elle ressemblait à une fée.
- Lei Vun :
- Shira : Jeune fille, se faisant passer pour un garçon, et porte parole de Gogoth. Elle rêve de se venger des êtres humains et aide un démon à dominer le monde.
- Lise : Tante de Ian et Tokagé, grande sœur de Kureha, on la découvre dans le tome 2.
- Doshi : Jeune fée qui recueillit Tokage, elle meurt en sauvant ce dernier des habitants du village où ils résidaient tous les deux.